# Zsuzsanna Borvendég
Zsuzsanna Borvendég, née le 4 novembre 1974, est une historienne et femme politique hongroise. Membre du Mouvement Notre patrie (en hongrois : Mi Hazánk), elle est élue députée européenne le 9 juin 2024.

## Biographie
Zsuzsanna Borvendég naît le 4 novembre 1974. Elle est historienne de profession à l'Institut de recherche hongrois. En 2022, elle est faite chevalier de l'ordre du Mérite hongrois. 
Elle est membre du parti d'extrême droite Mouvement Notre patrie. Lors des élections européennes de 2024, celui-ci obtient 6,71 % des suffrages et un siège au Parlement européen. Il revient à la tête de liste, László Toroczkai, mais celui-ci démissionne quelques jours plus tard par écrit. Conformément à la législation européenne, le parti désigne à sa place Zsuzsanna Borvendég, 3e sur la liste. Devenue députée européenne, elle siège au sein du groupe d'extrême droite L'Europe des nations souveraines.